# 遺伝子の水平伝播

垂直方向と水平方向のgene transferを表した、現在の生命の系統樹

遺伝子の水平伝播（いでんしのすいへいでんぱ、horizontal gene transfer（HGT）またはlateral gene transfer（LGT））とは、母細胞から娘細胞への遺伝ではなく、個体間や他生物間においておこる遺伝子の取り込みのこと。生物の進化に影響を与えていると考えられる。
遺伝子の水平転移（いでんしのすいへいてんい）と呼ばれることもある。

## 概要
通常、生物は細胞分裂によって母細胞から娘細胞へ染色体がコピーされる。しかし、腸管出血性大腸菌の毒素産生性DNAが赤痢菌のDNAから取り込まれたと推測されるように、主に原核細胞において、他の細胞から何らかの原因（バクテリオファージの感染や種の異なる細菌の接合による他の細胞のDNAの取り込みなど）によって遺伝情報の一部が組み込まれることがある。これは遺伝による継承を時間的な垂直方向（遺伝子の垂直伝播）とするならば、同時的に存在する他の生物からの影響による水平方向の遺伝であると考えることができ、「水平」伝播と名付けられた。
このような遺伝子では系統樹を作成すると、種の系統樹との間に整合性に矛盾が見られる。

## 高等生物における遺伝子の水平伝播
高等生物においてもレトロウイルスの影響やDNAウイルス、RNAウイルスの取り込みなどでこの現象が起きており、ヒトのゲノムにもウイルスの遺伝子が取り込まれていることが知られているうえ、4000万年前にRNAウイルスの遺伝子が取り込まれたとの大阪大学朝長准教授らの論文が、2011年1月7日の学術雑誌『Nature』に掲載されている。進化にウイルスが関与する可能性も検討されている。ただし水平伝播によって取り込まれ、その高等生物の機能に影響を及ぼしたことが確実な遺伝子はまだ見つかっていない（推測される事例は、下記のようにいくつか見つかっている）。また、多細胞生物の場合における核遺伝子の水平伝播による書き換えは、生殖細胞に反映されない場合は子孫に伝わらない。
ある種のトランスポゾンは複数の生物で転移することができ、ミトコンドリアや葉緑体といった細胞小器官の遺伝子は、核ゲノムへの移行が起こっていることが知られている。植物ではラフレシアなど寄生植物の関係した水平伝播と思われる例がいくつか見つかっている。動物では、ホヤのセルロース生成能、一部のシロアリに見られるセルラーゼ生成能が水平伝播を示唆している。

## マダニ
マダニの唾液中には血を吸う対象の血管を拡張するホルモンが含まれるが、三重大学医学系研究科の岩永史朗准教授がアフリカに生息するオルニソドロス属マダニの唾液腺の遺伝子構造を解析したところ、脊椎動物にしか存在しない血圧降下ホルモン「アドレノメデュリン」の遺伝子と一致した。そこで進化系統を調べてみた結果、マダニはその血圧降下ホルモンの遺伝子を2億3400万年前から9400万年前までの間に生息した爬虫類あるいは恐竜から獲得したと推定された。